# Persecutarea creștinilor în Uniunea Sovietică

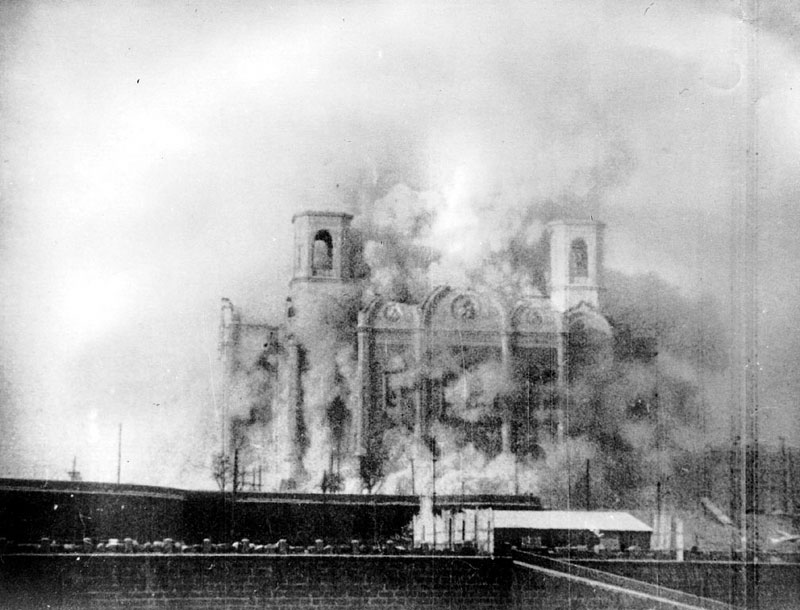
Demolarea Catedralei Hristos Mântuitorul din Moscova la ordinul lui Stalin, 5 decembrie 1931

Persecutarea creștinilor în Uniunea Sovietică s-a desfășurat în mai multe valuri, cu o perioadă de relativă acalmie pe timpul celui de-al doilea război mondial. Perioadele din istoria Uniunii Sovietice (1917–1991) în care persecuția creștinilor a atins cele mai cote de brutalitate au diferit, în funcție de interesele de stat. Politica marxist-leninistă sovietică a susținut în mod constant controlul, suprimarea și, în cele din urmă, eliminarea credințelor religioase și a încurajat în mod activ propagarea ateismului marxist-leninist în Uniunea Sovietică. Cu toate acestea, cele mai multe religii nu au fost niciodată scoase oficial în afara legii.
Statul a pledat pentru distrugerea religiei, iar pentru a atinge acest scop, a denunțat oficial credințele religioase ca fiind superstițioase și retrograde. Partidul Comunist a dispus distrugerea bisericilor, sinagogilor și moscheilor, i-a ridiculizat, hărțuit, încarcerat și executat pe liderii religioși, a copleșit școlile și mass-media cu învățături antireligioase și a introdus un sistem de credință numit „ateism științific”, cu propriile sale ritualuri, promisiuni și prozelitism.
Potrivit unor surse, numărul total al victimelor creștine în timpul regimului sovietic a fost estimat între 12 și 20 de milioane. Cel puțin 106.300 de clerici ruși au fost executați între 1937 și 1941. Credințele și practicile religioase au persistat în rândul majorității populației, nu numai în sferele casnică și privată, ci și în spațiile publice disparate care au fost lăsate să existe de către un stat care și-a recunoscut eșecul de a eradica religia și pericolele politice ale unui război cultural neîncetat .

## Poziția oficială sovietică
Regimul sovietic a avut obiectivul aparent de anihilare completă a instituțiilor și ideilor religioase. . Ideologia comunistă nu putea coexista cu influența continuă a religiei, chiar și ca entitate instituțională independentă, așa că „Lenin a cerut ca propaganda comunistă să folosească militantismul și lipsa de compromisuri față de toate formele de idealism și religie”, iar acest lucru a fost numit „ateism militant”. „Militantismul” presupunea o atitudine intransigentă față de religie și efortul de a câștiga inimile și mințile credincioșilor prizoniere ale unei filozofii false. Ateismul militant a devenit un element central al ideologiei Partidului Comunist și o politică prioritară pentru toți liderii sovietici. Ateii convinși erau considerați a fi indivizi mai perspicace și mai virtuoși din punct de vedere politic
Statul sovietic a proclamat ateismul ca fiind singurul adevăr științific
. Autoritățile sovietice au interzis criticarea ateismului și agnosticismului până în 1936 sau a politicilor antireligioase ale statului; o astfel de critică putea duce la pensionare forțată.
Legislația sovietică nu a interzis niciodată în mod oficial susținerea opiniilor religioase, iar diferitele Constituții Sovietice au garantat întotdeauna dreptul la credință. Cu toate acestea, de când ideologia marxistă, așa cum a fost interpretată de Lenin și succesorii săi au considerat religia ca fiind un obstacol în calea construirii unei societăți comuniste, (care ar fi eliminat toate religiile și le-ar fi înlocuit cu ateismul) a devenit un obiectiv ideologic al statului sovietic de importanță fundamentală. Persecuția oficială a religiei a avut loc prin numeroase măsuri legale menite să împiedice desfășurarea activităților religioase, printr-un volum mare de propagandă și educație anti-religioasă. În practică, statul a încercat, de asemenea, să controleze activitățile organismelor religioase și să intervină în afacerile lor interne, cu scopul final de a le face să dispară. În acest scop, statul a încercat să controleze activitățile liderilor diferitelor comunități religioase.
Partidul Comunist a respins de multe ori principiul tratării tuturor credincioșilor religioși ca dușmani ai poporului, în parte din considerente pragmatice (având în vedere numărul mare de oameni care aderau la o anumită credință) și în parte pe baza convingerii sale că numărul mare de credincioși includea mulți cetățeni sovietici loiali pe care autoritățile căutau să-i convingă să devină atei, mai degrabă decât să-i atace în mod direct.
Credincioșii au fost mereu supuși unei propagande antireligioase și unei legislații care le restricționa practicile religioase. Aceștia au suferit frecvent restricții în cadrul societății sovietice. Statul sovietic i-a supus rareori în mod oficial la arest, închisoare sau i-a condamnat la moarte doar pentru că aveau convingeri religioase. În schimb, metodele de persecuție au reprezentat o reacție la percepția (reală sau imaginară) a rezistenței lor la campania mai amplă a statului împotriva religiei< ref name="Dimitry V. Pospielovsky 1987 pg 84/>.
Campaniile antireligioase au fost concepute de autoritățile sovietice pentru răspândirea ateismului, iar actele de violență și tacticile de teroare care au fost desfășurate, deși au fost aproape întotdeauna invocate oficial pe baza rezistenței percepute față de stat, au avut ca scop, în cadrul unei scheme mai largi, nu doar să atenueze opoziția, ci să ajute la suprimarea religiei și victoria ateismului.

## Tacticile sovietice

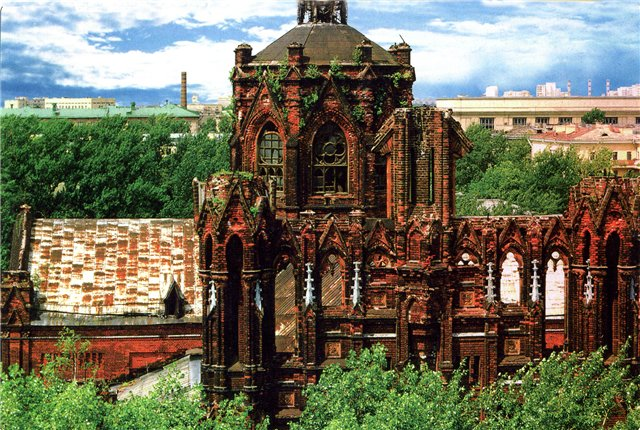
Catedrala catolică din Moscova în anii 1980.

Tacticile folosite și intensitatea lor au variat de-a lungul anilor. Unele tactici comune au inclus confiscarea proprietăților bisericii, ridiculizarea religiei, hărțuirea credincioșilor și propagarea ateismului în școli. Cu toate acestea, acțiunile împotriva anumitor religii au fost determinate de interesele statului, iar cele mai multe culte organizate nu au fost niciodată scoase în afara legii. O excepție a constituit Biserica Greco-Catolică Ucraineană, care a fost desființată, iar toți episcopii arestați.
Unele acțiuni împotriva preoților și credincioșilor ortodocși au inclus tortura, execuția sau trimiterea lor în Gulag, lagăre de muncă și  spitale psihiatrice. Mulți ortodocși (dar și oameni de alte credințe) au fost supuși, de asemenea, la pedepse sau torturi psihologice sau la experimente de spălare a creierului pentru a-i forța să renunțe la convingerile lor religioase. În primii cinci ani ai puterii sovietice, bolșevicii au executat 28 de episcopi și peste 1.200 de preoți ortodocși ruși. Mulți alții au fost întemnițați sau exilați.
În Uniunea Sovietică, pe lângă închiderea și distrugerea metodică a bisericilor, activitatea caritabilă și socială, care înainte era efectuată de autoritățile ecleziastice, a fost preluată de stat. Ca și în cazul tuturor proprietăților private, bunurile deținute de Biserică au fost confiscate și date în folosință publică. Puținele lăcașuri de cult care mai rămăseseră active au fost considerate din punct de vedere legal drept proprietate de stat pe care guvernul permitea Bisericii să o folosească.
În perioada care a urmat celui de-al Doilea Război Mondial, creștinii protestanți din URSS (baptiști, penticostali, adventiști etc.) au fost trimiși cu forța în spitale de psihiatrie, sau au fost judecați și închiși (adesea pentru că au refuzat să intre în serviciul militar). Unii au fost privați cu forța de drepturile părintești .

## Campania antireligioasă sovietică 1917–1921
În august 1917, în urma prăbușirii guvernului țarist, un consiliu al Bisericii Ortodoxe Ruse a restabilit patriarhatul și l-a ales pe mitropolitul Tihon ca patriarh

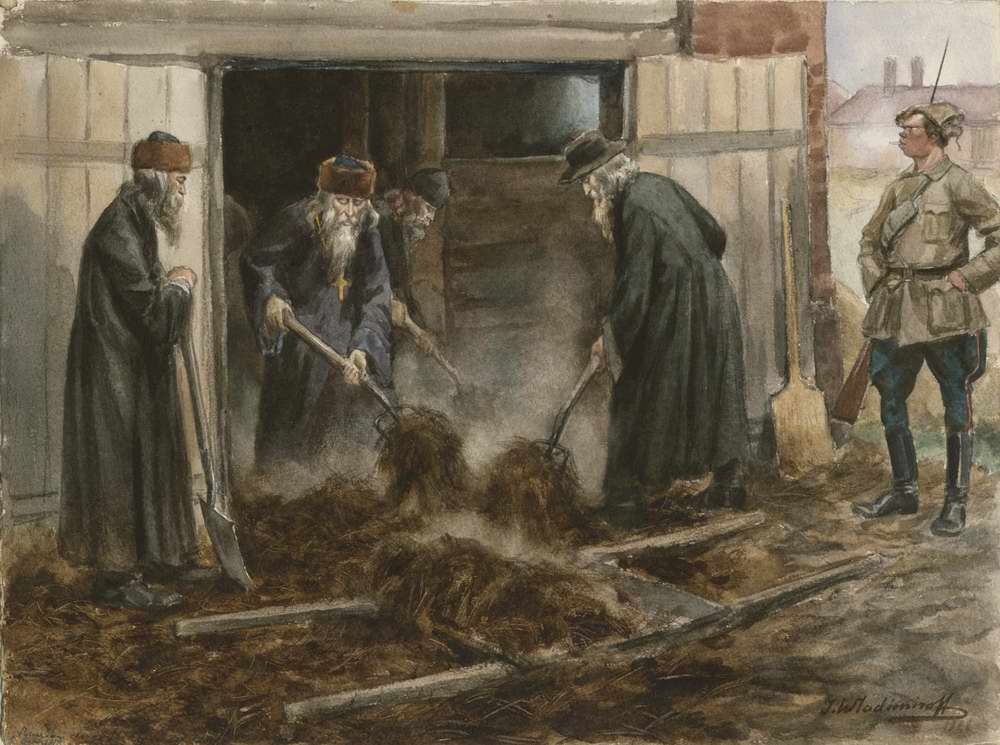
Preoți la muncă forțată, de Ivan Vladimirov

În noiembrie 1917, la câteva săptămâni de la revoluție, a fost înființat Comisariatul Poporului pentru Educație, care, o lună mai târziu, a creat Uniunea Panrusă a Profesorilor-Internaționaliști cu scopul de a elimina instrucția religioasă din programele școlare. Pentru a intensifica propaganda antireligioasă în sistemul școlar, în noiembrie 1920 a fost înființată „Comitetul principal politico-educativ al Comisariatului Poporului pentru Educație”.
Decretul lui Lenin privind separația între biserică și stat de la începutul anului 1918 a privat fosta biserică oficială de statutul de persoană juridică, de dreptul de a deține proprietăți sau de a preda religia atât în școlile de stat, cât și în cele private sau oricărui grup de minori. Decretul a abolit privilegiile bisericii și a pus astfel capăt alianței dintre biserică și stat. Clerul a atacat în mod deschis decretul. Conducerea Bisericii a lansat un apel special către credincioși pentru a împiedica aplicarea decretului.
În plus, decretul „Cu privire la separarea Bisericii de Stat și a Școlii de Biserică” a stabilit, de asemenea, relația dintre școală și biserică. „Școala trebuie să fie separată de biserică”, spunea decretul. „Predarea doctrinelor religioase în toate instituțiile de învățământ de stat și publice, precum și în cele private în care se predau materii generale, nu este permisă. Cetățenii pot preda și pot fi învățați religia în particular.”
Patriarhul Tihon al Moscovei a excomunicat conducerea sovietică la 19 ianuarie 1918 (stil vechi), pentru desfășurarea acestei campanii. Ca represalii, regimul a arestat și a ucis zeci de episcopi, mii de membri ai clerului inferior și monahi, precum și mulți credincioși. Confiscarea proprietăților bisericești în următorii câțiva ani va fi marcată de o campanie brutală de teroare.
Mulți clerici au fost uciși în timpul Războiului Civil Rus. Unii au murit ca urmare a violenței spontane care se manifesta endemic în vidul de putere din timpul războiului, iar alții au fost executați de serviciile de securitate ale statului pentru că au susținut armatele albe. Biserica susține că 322 de episcopi și preoți au fost uciși în timpul revoluției Între iunie 1918 și ianuarie 1919, cifrele oficiale ale Bisericii (care nu includeau câteva regiuni din Rusia) susțineau că un mitropolit, optsprezece episcopi, o sută două preoți, o sută cincizeci și patru de diaconi și nouăzeci și patru de călugări/călugărițe au fost uciși (laicii nu au fost înregistrați). Este posibil ca estimarea de 330 de clerici și călugări uciși până în 1921 să fi fost subavaluată, deoarece 579 de mănăstiri au fost lichidate în această perioadă, iar în timpul acestor lichidări au avut loc numeroase execuții în masă ale călugărilor/călugărițelor.
Multe eparhii ale Bisericii Ortodoxe Ruse au sprijinit regimurile antisovietice ale lui  Kolceak și Denikin în timpul Războiului Civil. În 1918, episcopul de Ufa a ținut discursuri xenofobe și antibolșevice și i-a îndemnat pe credincioși în 1918să sprijine Mișcarea Albă. Arhiepiscopul de Ekaterinburg a organizat demonstrații de protest atunci când a aflat de execuția familiei țarului în iulie 1918 și a organizat o sărbătoare a victoriei atunci când amiralul Kolchak a cucerit orașul în februarie 1919. Atât pe frontul siberian, cât și pe cel ucrainean, „Regimentele Iisus Hristos”, organizate de către preoți ortodocși locali, au ajutat Armatele Albe. În decembrie 1918, preotul Gheorhi Șavelski s-a alăturat agenției de propagandă a guvernului alb din sud

Această violență generalizată a membrilor Armatei Roșii împotriva Bisericii nu a fost susținută în mod deschis de Lenin, dar, în anii următori, înalți oficiali sovietici, inclusiv Emelian Iaroslavski, au revendicat responsabilitatea generală pentru aceste crime. Ei au justificat violența declarând că Biserica a luptat în mod activ împotriva lor.
Biserica și-a exprimat sprijinul pentru tentativa de lovitură de stat contrarevoluționară a generalului Kornilov, a sprijinit rebeliunile lui Kerenski și Krasnov și i-a chemat pe credincioși să lupte împotriva noului regim. A existat apelul  Patriarhului Tihon al „Către poporul ortodox”, în care era anatemizat guvernul bolșevic și se făcea un apel la credincioși să fie dispuși să își dea viața, chiar și ca martiri, în efortul de a-și păstra religia („Este mai bine să îți verși sângele și să primești coroana de martir decât să lași dușmanii să profaneze credința ortodoxă”, se spunea în apel). Cea mai mare parte a clerici a reacționat cu ostilitate deschisă față de Revoluția rusă. În timpul Războiului Civil, mulți reprezentanți ai clerului ortodox rus au colaborat sau au simpatizat cu Armatele Albe și cu armatele străine intervenționiste, sperând la o restaurare a regimului prerevoluționar. Biserica a adoptat „Actul privind statutul juridic al Bisericii din Rusia”, care a încercat să revendice drepturile de care se bucurase biserica timp de secole sub vechiul regim. Potrivit documentului, Biserica Ortodoxă „deține poziția publică și juridică privilegiată în statul rus printre celelalte confesiuni”. 
Opoziția Bisericii față de guvernul sovietic făcea parte dintr-o mișcare contrarevoluționară generală. În primele zile după victoria revoltei armate din octombrie de la Petrograd, clerul a sprijinit rebeliunea lui Kerenski și Krasnov în încercarea lor de răsturnare a puterii sovietice. Activitățile sinodului local din Moscova i-au susținut pe cadeții rebeli. Atunci când rebelii au pus stăpânire pe Kremlin pentru o vreme, catedralele și clopotnițele au fost puse imediat la dispoziția răsculaților.
Rezistența Bisericii nu a fost însă organizată la nivel național, iar Tihon nu a binecuvântat niciodată forțele albe. De fapt, Patriarhul și-a declarat neutralitatea în timpul războiului civil și a încercat să dea instrucțiuni Bisericii Ortodoxe Ruse cu privire la neutralitatea politică și la neangajare în conflict. Propaganda de la acea vreme susținea că aceasta era un camuflaj pentru poziția reală a bisericii, care se presupunea că susținea revenirea la autocrația țaristă.
Mai mult decât atât, falsitatea versiunilor sovietice ulterioare este clar demonstrată prin faptul că niciunul dintre actele documentate ale „roșiilor” împotriva membrilor clerului nu a a avut ca țintă pe cineva care să fi luat efectiv armele în mâini alături de „albi” și doar câteva dintre persoanele vizate au fost clerici care au oferit sprijin oral. Falsitatea unui astfel de revizionism istoric a fost demonstrată și mai mult prin faptul că înjunghierea prizonierilor neînarmați, scalparea și torturarea credincioșilor, împușcarea soțiilor și copiilor preoților și multe alte acte de acest fel înregistrate în atacurile documentate ale „roșiilor” împotriva Bisericii Ortodoxe în timpul Războiului Civil nu au nimic de-a face cu acțiunea în „autoapărare”.
Propaganda ateistă antireligioasă a fost considerată esențială pentru partidul lui Lenin încă din primele sale zile prerevoluționare, iar regimul s-a grăbit să creeze periodice ateiste pentru a ataca religia la scurt timp după ce a ajuns la putere. Prima s-a numit „Revoluția și Biserica” (Революция и церковь). Ideologia inițială era că religia va dispărea rapid odată cu venirea revoluției și că înlocuirea ei cu ateismul va fi inevitabilă. Cu toate acestea, conducerii noului stat nu i-a luat mult timp să ajungă la concluzia că religia nu va dispărea de la sine și că ar trebui depuse eforturi mai mari în ceea ce privește propaganda antireligioasă.
În acest scop, activitatea ateistă a fost consolidată la nivel central în cadrul Departamentului de Agitație și Propagandă al Comitetului Central al Partidului Comunist (Agitprop) în 1920, folosind liniile directoare ale articolului 13 din Programul Partidului Comunist Rus adoptate de cel de-al 8-lea congres al partidului.
Articolu 13 stabilea:
În ceea ce privește religia, Partidul Comunist Rus nu se va mulțumi cu decretarea separării bisericii de stat... Partidul urmărește distrugerea completă a legăturilor dintre clasele exploatatoare și ... propaganda religioasă, susținând, în același timp, eliberarea efectivă a maselor muncitoare de prejudecățile religioase și organizând o propagandă educațională și antireligioasă cât mai amplă. În același timp, este necesar să se evite cu grijă orice insultă la adresa sentimentelor credincioșilor care ar duce la înăsprirea fanatismului religios.
Articolul avea să fie foarte important în anii următori pentru politica antireligioasă din URSS, iar ultima sa frază - care a fost atât ignorată, cât și recunoscută în diferite momente ale istoriei sovietice - avea să joace un rol în luptele ulterioare pentru putere între diferiți lideri sovietici.
După revoluție, au avut loc dezbateri publice între credincioșii creștini și atei până la suspendarea lor în 1929. Printre participanții celebri la aceste dezbateri s-au numărat, din partea ateilor, comisarul poporului pentru educație Anatoli Lunacearski. Oamenii stăteau ore întregi la coadă pentru ca să prindă locuri și să participe la asemenea dezbateri. Uneori, autoritățile încercau să limiteze timpul de vorbire al credincioșilor la zece minute, iar în alte ocazii dezbaterile erau anulate în ultimul moment. Este posibil ca acest lucru să fi fost rezultatul calității ridicate a unora dintre susținătorii religiei. Profesorul V.S. Marținkovski, crescut ca ortodox, dar care a devenit protestant evanghelic, a fost unul dintre cei mai buni din partea religioasă, iar Lunacearski ar fi anulat una dintre dezbaterile cu el după ce pierduse într-o dezbatere anterioară. O mare mulțime de hărțuitori ai Comsomolului a sosit la una dintre dezbaterile lui Marținkovski din 1921. Tinerii a ocupat cele două rânduri din față. Când liderul a încercat să huiduie, nu a fost susținut de tovarășii săi, iar ulterior aceștia i-au spus că nu au fost instruiți ce să spună.

## Campania antireligioasă din 1921–1928
În timpul lucrărilor celui de-al X-lea Congres al Partidului Comunist al Uniunii Sovietice din 1921 a fost adoptată o rezoluție care cerea „organizarea pe scară largă, conducerea și cooperarea în munca de agitație și propagandă antireligioasă în rândul maselor largi de muncitori, folosind mijloacele de informare în masă, filmele, cărțile, prelegerile și alte mijloace”.
Atunci când liderii bisericii au cerut libertatea religioasă conform Constituției, bolșevicii au răspuns prin teroare. L-au ucis pe mitropolitul Kievului și au executat 28 de episcopi și 6.775 de preoți. În pofida demonstrațiilor în masă în sprijinul bisericii, represiunea i-a făcut pe majoritatea liderilor ecleziastici să se supună.
În august 1921, în cadrul unei ședințe plenare a Comitetului Central al Partidului Comunist (cel mai înalt organ de conducere a statului) a fost adoptată o instrucțiune în 11 puncte privind interpretarea și aplicarea articolului 13 (menționat mai sus). Aceasta făcea o diferență între credincioșii religioși și credincioșii needucați și le permitea celor din urmă să fie membri de partid dacă erau devotați comunismului, dar să fie reeducați pentru a-i face atei. De asemenea, se cerea moderație în campania antireligioasă și se sublinia faptul că statul lupta împotriva tuturor religiilor, nu doar a celor individuale (cum ar fi biserica ortodoxă).
Dezbaterile publice au început să fie tot mai rare după cel de-al X-lea Congres, până când au fost suspendate oficial în 1929 și înlocuite cu prelegeri publice ale unor atei. V. S. Marținkovski a fost arestat și trimis în exil în 1922 din cauza predicilor sale care atrăgeau oamenii către religie. Lui i s-a spus că se va putea întoarce după câțiva ani, după ce muncitorii aveau să devină mai înțelepți (de fapt nu i s-a permis niciodată să se întoarcă).
În anii 1920, biserica ar fi încercat să înființeze academii teo-filosofice libere, cercuri de studiu și reviste. Lenin a reacționat ordonând arestarea și expulzarea tuturor organizatorilor și suprimarea violentă a acestor eforturi.
În ciuda directivei din august 1921, statul a adoptat o linie foarte dură împotriva Bisericii Ortodoxe, sub pretextul că era o moștenire a trecutului țarist (diferența de practică și politică poate să fi reflectat dezacordurile interne între membrii conducerii partidului). Lev Troțki a vrut ca Patriarhul Tihon să fie executat, dar Lenin s-a opus, temându-se că acțiunea va produce un alt mucenic Ermoghen (un patriarh ucis de polonezi când au ocupat Moscova în 1612)
Pentru a slăbi Biserica Ortodoxă, statul a sprijinit schisma renovationistă, căreia i-a oferit recunoaștere legală în 1922, a continuat să terorizeze vechii ortodocși și să îi priveze-i de mijloace legale de existență Patriarhul a fost arestat în 1922 în urma unei proceduri penale indirecte iar cancelaria sa a fost preluată de renovaționisti. Renovaționiștii au restaurat puterea Sfântul Sinod și au provocat scindări în rândurile clerului și credincioșilor. 
În 1921 a izbucnit  foametea în Rusia. În același an, lucrătorii din fabrici și funcționarii au propus ca averea Bisericii să fie folosită pentru a combaterea efectelor foametei. Aceste propuneri au fost susținute de unii clerici. În august 1921, patriarhul Tihon a transmis un mesaj poporului rus îndemnându-i să ajute victimele foametei și și-a dat binecuvântarea donațiilor voluntare de obiecte bisericești de valoare, care nu erau folosite direct în slujbele liturgice. Comitetul Executiv Central al RSFS Ruse a emis un decret la 26 februarie 1922, prin care toate obiectele de valoare ale bisericii trebuiau să să fie expropriate ca răspuns la cererea populară, acțiune care a fost considerată un sacrilegiu conform Canonului apostolic 73 al Bisericii Ortodoxe. Din această cauză, Tihon și mulți preoți s-au opus cedării oricărei părți averii bisericești, îndoindu-se că acele obiecte de valoare vor merge să fie folosite pentru ajutorarea celor flămânzi. Tihon a amenințat cu represiuni împotriva acelor clerici și mireni care doreau să cedeze bunurile bisericii.
Potrivit decretului, unele dintre articolele din aur și argint urmau să fie confiscate din rândul bunurilor pe care statul le pusese la dispoziția credincioșilor în mod gratuit. Articolele din metale prețioase trebuiau luate cu prudență, iar clerul trebuia informat în prealabil cu privire la procedura și datele confiscării. S-a stipulat că procesul de expropriere nu trebuie să împiedice închinarea publică sau să prejudicieze interesele credincioșilor.
Rapoartele poliției sovietice din 1922 susțin că țărănimea (și mai ales femeile) îl considera pe Tihon un martir după arestarea sa din cauza presupusei sale rezistențe și iar pe membrii clerului „progresist” îi etichetau ca trădători ai religiei. Au circulat, de asemenea, zvonuri conform cărora evreii conduceau Administrația Supremă a Bisericii Sovietice și, din acest motiv, Lenin i-a interzis lui Troțki implicarea în campanie și a interzis ca persoanele de origine evreiască să dețină anumite roluri cheie în campania de confiscare.
În orașul Șuia a avut loc un incident sângeros. Lenin a declarat că dușmanii bolșevicilor le-au oferit acestora din urmă în mod prostește un avantaj nesperat prin această acțiune, deoarece el a crezut că masele țărănești nu vor sprijini refuzul bisericii să cedeze valorilor ei pentru lupta împotriva foametei și că rezistența pe care a oferit-o biserica putea să justifice represaliile împotriva clerului. Otto von Radowitz, consilier al ambasadei Germaniei la Moscova, a remarcat că această campanie de confiscare a fost o provocare deliberată prin care se spera ca membrii clerului să reacționeze, ceea ce ar fi justificat represaliile
Lenin a subliniat de altfel că întreaga chestiune a campaniei de rechiziționare a valorilor bisericești ar putea fi folosită ca pretext în ochii publicului pentru atacarea bisericii și pentru executarea de represiuni împotriva clerul.
Secția a 6-a OGPU, condusă de Evgheni Tucikov, a început să aresteze și să execute în mod agresiv episcopi, preoți și credincioși evlavioși. Așa a fost cazul mitropolitului Veniamin din Petrograd în 1922, care a refuzat să dea curs cererii de predare a obiectelor de valoare ale bisericii (inclusiv relicvele sacre), sau al arhiepiscopului Andronik de Perm, care a lucrat ca misionar în Japonia și care a fost împușcat după ce a fost obligat să-și sape propriul mormânt Episcopul Germogen al Tobolskului, care l-a însoțit de bunăvoie pe țar în exil, a fost legat de roata cu zbaturi a unui vas cu aburi și mutilat de lamele rotative.
În 1922, a fost înființat „lagărul cu destinație specială” în Mănăstirea Solovețki de pe insula omonimă din Marea Albă, primul lagăr de concentrare rusesc. În perioada 1917-1935, 130.000 de preoți ortodocși ruși au fost arestați, iar 95.000 au fost condamnați la moarte și executați prin împușcare Părintele Pavel Florenski, exilat în 1928 și executat în 1937, a fost unul dintre noii martiri din această perioadă.
În primii cinci ani de după revoluția bolșevică, un jurnalist englez a estimat că 28 de episcopi și 1.215 preoți au fost executați. Dovezi publicate recent arată că peste 8.000 de persoane au fost ucise în 1922 în timpul conflictului pentru obiectele de valoare ale bisericii.
În 1922 a început publicarea unor reviste antireligioase precum „Bezbojnic” (Ateul), care l-a avut ca editor pe Emelian Iarovslavski. Odată cu încheierea campaniei de confiscare a obiectelor de valoare ale bisericii, campania de teroare împotriva bisericii a fost întreruptă pentru o vreme. Închiderile de biserici au încetat pentru o perioadă, iar abuzurile au fost investigate. Războiul propagandistic a continuat, iar instituțiile publice s-au străduit să elimine opiniile religioase din rândul intelectualilor și din mediul academic
Vechea teză marxistă conform căreia religia ar dispărea de la sine odată cu schimbarea condițiilor materiale a fost contrazisă de realitate, deoarece religia a persistat. Conducerea sovietică a dezbătut cum să combată cel mai bine religia. Pozițiile au variat de la poziția „de dreapta”, conform căreia religia va muri de la sine în mod natural odată cu creșterea nivelului de educație, la poziția „de stânga”, conform căreia religia trebuie atacată puternic. Lenin a numit lupta pentru răspândirea ateismului „cauza statului nostru”.
Guvernul a avut dificultăți la început în încercarea de implementare a educației antireligioase în școli, din cauza lipsei de profesori atei. Educația antireligioasă a început în școlile secundare în 1925.
Statul și-a schimbat poziția față de renovaționiști și a început să îi vadă din ce în ce mai mult ca pe o nouă amenințare la sfârșitul anilor 1920, datorită marelui lor succes în atragerea oamenilor la religie Tihon al Moscovei a murit în 1925, iar sovieticii au interzis organizarea de alegeri pentru un nou patriarh Patriarhul interimar, mitropolitul Serghie (Stragorodski, 1887-1944), a emis o declarație în 1927, acceptând ca fiind legitimă autoritatea sovietică asupra bisericii, promițând cooperarea bisericii cu guvernul și condamnând disidența politică în cadrul bisericii.
El a făcut acest lucru pentru a asigura supraviețuirea bisericii. Mitropolitul Serghie și-a exprimat în mod oficial „loialitatea” față de guvernul sovietic și, după aceea, s-a abținut să critice statul în vreun fel. Această atitudine de loialitate a provocat însă și mai multe diviziuni în cadrul bisericii însăși: în interiorul Rusiei, o serie de credincioși s-au opus lui Serghie, iar în străinătate, mitropoliții ruși din America și Europa de Vest au întrerupt relațiile cu Moscova.
Serghie și-a acordat puterea pe care el, fiind adjunctul lui mitropolitului întemnițat Piotr, și acționând împotriva voinței acestuia, nu avea dreptul să și-o asume conform celui de-al 34-lea canon apostolic , ceea ce a dus la o ruptură cu Biserica Ortodoxă Rusă din afara Rusiei și cu Biserica Ortodoxă Rusă Adevărată (Biserica Catacombelor) din cadrul Uniunii Sovietice, care rămăseseră credincioase canoanelor apostolice, declarând partea bisericii condusă de mitropolitul Serghie ca fiind schisma „serghianistă”.
Din cauza acestui dezacord canonic, se dezbate care biserică a fost succesoarea legitimă a Bisericii Ortodoxe Ruse care a existat înainte de 1925.
În 1927, statul a încercat să repare schisma aducându-i pe renovaționiști înapoi în biserica ortodoxă, în parte pentru ca primii să poată fi mai bine controlați prin agenții pe care îi aveau în cea de-a doua.
Comsomolul și, mai târziu, Liga Ateilor Militanți vor încerca să pună în aplicare rezoluția celui de-al 10-lea Congres prin diverse atacuri, parade, spectacole de teatru, reviste, broșuri și filme. Comsomolul a organizat „Crăciunul Comsomolist” și „Paștele Comsomolist” blasfemator și grosolan, condus de huligani îmbrăcați în clerici ortodocși. Procesiunile includeau arderea icoanelor, a cărților religioase, ale caricaturilor ale lui Hristos, Fecioarei etc. Cu toate acestea, campania de propagandă a fost un eșec și mulți oameni au rămas cu convingerile lor religioase. Biserica și-a organizat cu un oarecare succes propriile evenimente publice și a concurat bine cu propaganda antireligioasă din acești ani.

## Campania antireligioasă sovietică 1928–1941
Biserica Ortodoxă a suferit teribil în anii 1930, iar mulți dintre membrii săi au fost uciși sau trimiși în lagăre de muncă. Între 1927 și 1940, numărul bisericilor ortodoxe din Rusia a scăzut de la 29.584 la mai puțin de 500. Anul de cotitură a fost 1929, când politica sovietică a pus în aplicare o mare parte din noua legislație care a stat la baza persecuției antireligioase dure din anii 1930.
Educația antireligioasă a fost introdusă începând cu clasa întâi în 1928, iar activitatea antireligioasă a fost intensificată în tot sistemul de învățământ. În același timp, pentru a elimina intelectualii bisericii și pentru a susține propaganda oficială conform căreia numai oamenii înapoiați credeau în Dumnezeu, guvernul a efectuat o epurare masivă a intelectualilor creștini, dintre care majoritatea au murit în lagăre sau în închisoare.
Concurența de succes a bisericii cu propaganda ateistă continuă și extinsă, a determinat adoptarea în 1929 a unor noi legi privind "Asociațiile religioase", precum și amendamente la constituție, care interziceau orice formă de activitate publică, socială, comunitară, educațională, editorială sau misionară pentru credincioșii religioși. Acest lucru a împiedicat, bineînțeles, biserica să tipărească orice material pentru uz public sau să răspundă la criticile la adresa sa. Acest lucru a făcut ca multe texte religioase să circule ca literatură ilegală sau samizdat. 
Au fost introduse numeroase alte măsuri menite să paralizeze biserica și au făcut ilegală desfășurarea de activități religioase de orice fel, în afara serviciilor liturgice, în cadrul puținelor biserici care ar fi rămas deschise, și chiar și acestea aveau să fie supuse la numeroase ingerințe și hărțuiri. Cursurile de catehism, școlile religioase, grupurile de studiu, școlile duminicale și publicațiile religioase erau toate interzise.
Uniunea Ateilor Militanți, condusă de Emelian Iaroslavski, a fost principalul instrument al campaniei anti-religioase și a primit puteri speciale, care i-au permis să dicteze instituțiilor publice din întreaga țară ce trebuie să facă pentru campanie.
După 1929 și pe parcursul anilor 1930, închiderea bisericilor, arestările în masă ale clerului și ale laicilor activi din punct de vedere religios, precum și persecutarea persoanelor care mergeau la biserică au atins proporții fără precedent. Uniunea Ateilor Militanți a recurs la tactici de teroare împotriva credincioșilor pentru a-și continua campania, sub pretextul protejării statului sau al urmăririi penale a infractorilor. Clerul a fost atacat ca fiind spion străin și s-au desfășurat procese ale episcopilor și a clerul din subordinea lor, precum și cu adepții laici care ar fi fost racolați în „bande teroriste subversive”, care au fost în cele din urmă „demascate” datorită eforturilor ateilor. Propaganda oficială de la acea vreme cerea interzicerea în Uniunea Sovietică a însuși conceptului de Dumnezeu. Aceste persecuții erau menite să sprijine obiectivul de eliminare a religiei. Perioada1932 – 1937 a fost proclamată de Stalin „planul cincinal de ateism”, iar Uniunea Ateilor Militanți a fost însărcinată cu eliminarea completă a oricărei manifestări religioase din țară. Multe dintre aceste metode și tactici de teroare au fost impuse și împotriva altor persoane pe care regimul le considera inamicii săi ideologici.
Polemica dintre taberele de „dreapta” și de „stânga” cu privire la modul în care se poate combate cel mai bine religia a ajuns la o anumită finalitate în 1930, când statul a condamnat oficial extremele din ambele tabere. Liderii marxiști care adoptau oricare dintre pozițiile pe această temă aveau să se trezească atacați de un Stalin paranoic, care nu tolera ca alte autorități să vorbească în calitate de experți în materie de politică publică.
O pauză în persecutarea activă a religiei a avut loc în 1930-1933 după articolul lui Stalin din Pravda „Amețeala succeselor (Головокруже́ние от успе́хов)” din 1930, dar a revenit, cu toate acestea, a revenit din nou în forță după aceea
În 1934, persecuția sectei renovaționiste a început să atingă proporțiile persecuției vechii biserici ortodoxe
În timpul epurărilor din 1937 și 1938, documentele bisericești consemnează că 168.300 de clerici ortodocși ruși au fost arestați. Dintre aceștia, 106.300 au fost împușcați. Mai multe mii de victime ale persecuției au fost au fost canonizate ca „neomartiri și mărturisitori ai Rusiei”.
O scădere a entuziasmului în campania antireligioasă a avut loc la sfârșitul anilor 1930. Tonul campaniei antireligioase s-a schimbat și a devenit mai moderat. Campania antireligioasă a luat sfârșit odată cu izbucnirea celui de-al Doilea Război Mondial. 
Conform cifrelor oficiale sovietice, până la o treime din populația urbană și două treimi din cea rurală încă mai aveau credințe religioase în 1937. Cu toate acestea, campania antireligioasă din ultimul deceniu și tacticile de teroare ale regimului  ateist  au eliminat efectiv toate expresiile publice ale religiei și adunările comune ale credincioșilor în afara zidurilor celor câteva biserici care mai țineau slujbe. Acest lucru a fost realizat într-o țară care, cu doar câteva decenii înainte, avea o viață publică și o cultură profund creștine, care se dezvoltase timp de aproape o mie de ani.

## Relațiile din timpul celei de-a doua conflagrații mondiale
În 1939-1940, URSS a anexat noi teritorii, printre care Polonia de Est, republicile baltice și o parte din Finlanda. Activitatea antireligioasă în aceste teritorii a fost slabă în comparație cu restul țării, care, în ansamblu, a înregistrat o scădere a persecuțiilor după anexări. Săptămâna normală de lucru de șapte zile a fost readusă în 1940. Germania Nazistă a invadat Uniunea Sovietică în iunie 1941, iar multe biserici au fost redeschise sub ocupația germană. Stalin a pus capăt campaniei antireligioase pentru mobilizarea cetățenilor sovietici și pentru prevenirea creării unei baze mari de sprijin pentru naziști (care exista în unele zone în primele etape ale invaziei). În septembrie 1941, la trei luni după atacul nazist, ultimele periodice antireligioase au fost închise, oficial din cauza lipsei de hârtie. Bisericile au fost redeschise în Uniunea Sovietică, iar Liga Ateilor Militanți a fost desființată. Emelian Iaroslavski, liderul și fondatorul Ligii Ateilor Militanți, care a condus întreaga campanie națională antireligioasă din anii 1930, a ajuns să scrie un articol în care îl elogia pe creștinul ortodox Fiodor Dostoievski pentru presupusa sa ură față de germani.
Forțele germane, deși au avut o toleranță religioasă mult mai mare, au încercat în timpul ocupației să rupă loialitatea Bisericii Ortodoxe față de Patriarhul de la Moscova, uneori prin amenințări. Partizanii naționaliști ucraineni banderoviști au ucis în timpul ocupației un număr de clerici care și-au păstrat loialitatea față de Patriarh. Germanii, deși au permis redeschiderea bisericilor și a vieții religioase în regiunea ocupată, nu au permis redeschiderea seminariilor din cauza obiectivului ocupației prin care se urmărea eliminarea educația pentru popoarele slave, care urma să fie redusă la cel mult primele două clase primare.
Iosif Vissarionovici Stalin a revigorat Biserica Ortodoxă Rusă pentru ca să intensifice sprijinul patriotic pentru efortul de război și a prezentat Rusia ca un apărător al civilizației creștine. El a remarcat că biserica avea capacitatea să mobilizeze poporul într-un mod în care partidul nu o putea face și pentru că dorea ajutorul occidental. La 4 septembrie 1943, mitropoliții Serghie (Stragorodski), Alexie (Simanski) și Nikolai (Iaroșevici) au fost primiți oficial de liderul sovietic I. V. Stalin, care a propus crearea Patriarhiei Moscovei. Ei au primit permisiunea de a convoca un sinod la 8 septembrie 1943, în timpul căruia, Serghie a fost ales Patriarhul Moscovei și al întregii Rusii 
Biserica a avut din nou o prezență publică și a adoptat măsuri de reafirmare a structurii sale ierarhice care contraziceau categoric legislația din 1929 și chiar decretul lui Lenin din 1918. Cu toate acestea, legislația oficială antireligioasă nu a fost niciodată revocată, ceea ce sugerează că autoritățile nu au considerat că această toleranță va deveni permanentă. Acest lucru este considerat de unii o încălcare a celui de-al 30-lea canon apostolic, deoarece niciun ierarh bisericesc nu putea fi consacrat de autoritățile seculare. A fost ales un nou patriarh, au fost deschise școli teologice și mii de biserici au început să funcționeze. Academia Teologică din Moscova, care fusese închis din 1918, a fost redeschisă. 
Mulți clerici supraviețuitori s-au putut întoarce din lagăre sau închisori, deși un număr semnificativ (în special cei care nu au recunoscut jurământul de loialitate al lui Serghie din 1927) au rămas închiși și nu li s-a permis să se întoarcă decât dacă renunțau la poziția lor. Unii clerici care nu recunoscuseră jurământul din 1927, cum ar fi episcopul Afanasii (Saharov), au recunoscut validitatea noilor alegeri și chiar i-au încurajat pe cei din biserica clandestină să facă și ei acest lucru, dar în ciuda acestui fapt nu li s-a permis să se întoarcă din exil.
Chiar și după această apropiere, în unele cazuri s-a recurs în continuare la tactici de teroare. După ce Armata Roșie a recucerit teritoriile ocupate, numeroși clerici din aceste teritorii au fost arestați și trimiși în închisori sau lagăre pentru perioade foarte lungi de timp, pentru presupusa colaborare cu germanii, dar în realitate pentru că au reconstruit viața religioasă sub ocupație.
De exemplu, preotul Nikolai Trubetskoi (1907-1978) din Riga a trăit sub Ocupația nazistă a Letoniei, iar atunci când germanii s-au retras din Letonia în 1944, a scăpat dintr-o barcă de evacuare germană și s-a ascuns pentru a aștepta Armata Roșie, dar a fost arestat de NKVD și condamnat la zece ani de muncă silnică pentru colaborare cu inamicul. Acest lucru se datorează faptului că, în timpul ocupației, fusese un preot zelos și desfășurase o activitate misionară de mare succes. Referindu-se la activitatea misionară din teritoriul ocupat din regiunea Leningrad, el a scris: „Am deschis și reconsacrat biserici închise, am efectuat botezuri în masă. Este greu de imaginat cum, după ani de dominație sovietică, oamenii tânjeau după Cuvântul lui Dumnezeu. Am căsătorit și am îngropat oameni; literalmente nu aveam timp să dormim. Cred că dacă o astfel de misiune ar fi trimisă astăzi [1978] în Urali, în Siberia sau chiar în Ucraina, am vedea același rezultat..
Mitropolitul Iosif (Cernov) (1893-1975), episcop de Taganrog înainte de război, a petrecut nouă ani în închisorile și lagărele sovietice până când germanii au ocupat orașul. A folosit ocazia ocupației pentru a reînvia viața bisericească și a suferit amenințări din partea naziștilor pentru că a rămas loial Patriarhului de la Moscova. După ce naziștii s-au retras, a fost condamnat la unsprezece ani de muncă silnică în Siberia de Est pentru că a revigorat viața bisericească. A fost eliberat în 1955. Arhiepiscopul Veniamin (1900-1976) de Poltava a trăit pe teritoriul care a aparținut Poloniei între 1921 și 1939. A fost consacrat episcop în 1941, chiar înainte de invazie, și a suferit unele presiuni din partea forțelor de ocupație pentru a rupe relațiile cu Patriarhul de la Moscova, dar a rezistat. După ce germanii s-au retras, a fost arestat și întemnițat timp de 12 ani în lagărele din regiunea Kolîma, experiență din care nu și-a mai revenit fizic și și-a pierdut tot părul.
Aceste arestări în masă au avut ecou în teritorii care nici măcar nu erau ocupate de germani. De exemplu, în aprilie 1946, la Moscova a avut loc un val de arestări ale clericilor care aparțineau grupului episcopului Afanasii, care se întorsese la biserica oficială. Aceștia au fost condamnați la perioade lungi de muncă silnică. Mulți laici au fost de asemenea arestați și încarcerați. Cei mai mulți dintre ei fuseseră deja în închisoare și doar puțini dintre ei aveau fie eliberați cât timp Stalin a fost la putere. Părintele spiritual al grupului, părintele Serafim (Batiukov), murise în 1942, dar trupul său a fost dezgropat și aruncat în altă parte pentru a împiedica pelerinajele la mormântul său a celor care îl credeau sfânt.

## Epoca postbelică
Între 1945 și 1959, organizația oficială a bisericii a fost mult extinsă, deși membri individuali ai clerului au fost ocazional arestați și exilați. Numărul bisericilor deschise a ajuns la 25.000. Până în 1957, aproximativ 22.000 de biserici ortodoxe rusești au devenit active. Dar în 1959,  Hrușciov a inițiat propria campanie împotriva Bisericii Ortodoxe Ruse și a forțat închiderea a aproximativ 12.000 de biserici. Până în 1985, mai puțin de 7.000 de biserici au rămas active.
Pe măsură ce Armata Roșie a alungat ocupantul nazist din Uniunea Sovietică și victoria devenea tot mai sigură, propaganda antireligioasă a început să reînvie. În 1944 și 1945, Comitetul Central a emis noi rezoluții în care se cerea o reînnoire a propagandei antireligioase. Totuși, pentru tot restul vieții lui Stalin, propaganda s-a limitat în cea mai mare parte la cuvinte, iar ținta sa principală a fost împotriva Vaticanului. Odată cu construirea Cortinei de Fier în țările cu un număr mare de romano-catolici, această politică a fost parțial menită să izoleze țările comuniste de influența Vaticanului. Caricaturile lui Pius al XII-lea și ale altor clerici catolici îi descriau ca fiind războinici și susținători ai brutalităților polițienești. Această propagandă a fost însoțită de lichidarea bisericilor uniate (biserici catolice de rit răsăritean) din Ucraina, Cehoslovacia, Polonia și România, care au fost fuzionate cu forța cu biserica ortodoxă. Preoților și credincioșilor greco-catolici li s-a oferit opțiunea de a deveni catolici de rit occidental, dar absența bisericilor funcționale în acest rit, cu excepția marilor orașe, și devotamentul față de ritualul bizantin i-a împiedicat pe mulți dintre ei să facă acest lucru. Mulți dintre cei care s-au împotrivit măsurii oficiale au fost întemnițați. Biserica luterană și cea romano-catolică din teritoriile baltice au fost supuse unor atacuri pentru ceea ce statul percepea drept loialitate față de influențele străine. Luteranii, în special, au fost acuzați că au sprijinit în mod deschis cucerirea germană.
Biserica Greco-Catolică Ucraineană și clerul ei au devenit una dintre victimele autorităților sovietice în perioada imediat postbelică. În 1945, autoritățile sovietice au arestat, deportat în lagărele Gulagului în Siberia și în alte părți pe mitropolitul Josif Slipîj și nouă episcopi greco-catolici, precum și sute de clerici și activiști laici de frunte. În timp ce era restricționată în restul țării, biserica ortodoxă a fost încurajată să se extindă în vestul Ucrainei pentru recrutare credincioșilor catolicii ucraineni.
Toți episcopii menționați mai sus și o parte semnificativă a clerului au murit în închisori, lagăre de concentrare, exil intern sau la scurt timp după eliberare în timpul dezghețului din timpul lui Hrușciov. O excepție a fost mitropolitul Iosif Slipîj care, după 18 ani de închisoare și persecuție, a fost eliberat datorită intervenției lui Papa Ioan al XXIII-lea, a ajuns la Roma, unde a primit titlul de Arhiepiscop major de Lviv și a devenit cardinal în 1965.
Credincioșii ortodocși au fost nevoiți să lupte din greu ca să păstreze în funcțiune bisericile care au fost redeschise în timpul războiului și pe care Consiliul pentru Afacerile Bisericii Ortodoxe încerca să le închidă din nou. Același consiliu a încercat să îi împiedice pe înalții ierarhi ai bisericii să ia măsuri disciplinare împotriva membrilor bisericii care se făceau vinovați de imoralitate. Funcționarii locali ai Consiliului pentru Afacerile Bisericii Ortodoxe s-au străduit să îi împiedice pe membrii clerului să protejeze bisericile recent redeschise (acest lucru se aplica probabil și altor religii). 
De exemplu, în 1949, trei din cele cincizeci și cinci de biserici din dieceza Crimeii au fost închise, parțial poate ca o măsură pentru a reduce prestigiul și realizările episcopului-martir Luka. Autoritățile au impus o nouă măsură care permitea închiderea bisericilor dacă nu ar fi avut un preot titular timp de șase luni. Această nouă măsură a permis închiderea a unui număr mare de biserici, dată fiind criza de clerici cauzată chiar de regim (atât prin lichidarea sau arestarea clerului de către stat, cât și prin nedeschiderea școlilor bisericești de toate gradele).
Spre deosebire de ortodocși, protestanții s-au bucurat de un grad mai mare de toleranță din partea autorităților. Pe de altă parte, baptiștii erau priviți cu deosebită suspiciune din cauza prozelitismul lor activ și a legăturilor lor cu străinătatea, în special cu Statele Unite.
Scutiri de impozite pentru mănăstiri au fost instituite la 29 august 1945.
Noua toleranță a lui Stalin față de religie a fost însă limitată, iar statul nu a tolerat preoții care promovau activ expansiunea religiei. De exemplu, în 1945, episcopul Manuil a fost numit șef al eparhiei Orenburg din Uralii de Sud, unde a redeschis zeci de noi parohii și a declanșat o renaștere religioasă în zonă. În consecință, a fost arestat în 1947 și condamnat la opt ani de muncă silnică. Dimitri Dudko a fost arestat pentru scrierea unor poezii religioase, pe care nu le publicase însă, iar un grup de studenți de la Universitatea din Moscova, care a înființat un grup de studiu religios-filosofic la sfârșitul anilor 1940, a fost, de asemenea, arestat. Acest grup a fost înființat în 1946-1947 de Ilia Șmain, un tânăr de 16-17 ani, student la filologie. Șmain ajunsese la concluzia că filozofia materialistă era inadecvată pentru a explica întrebările existențiale fundamentale și a înființat un club, unde grupul discuta despre artă, filozofie și religie. Au discutat atât despre religiile orientale, cât și despre creștinism. Plănuiau să se boteze, când au fost arestați la 19 ianuarie 1949 și apoi condamnați la 8-10 ani de muncă silnică sub acuzația de a critica învățăturile marxist-leninismului (deoarece criticaseră aspectele ateiste ale acestuia). Seminarul teoologic din Saratov a fost închis în 1949.
Diferitele decrete administrative și articole politice ale codului penal au continuat să fie folosite ca pretexte pentru persecuția antireligioasă. Au fost atacați credincioșii activi și dedicați din punct de vedere religios, care au încercat să își împărtășească credința.
Biserica a fost puțin atacată fizic în restul vieții lui Stalin, însă persecuțiile împotriva credincioșilor s-au intensificat în 1947, moment în care s-a declarat din nou că apartenența la Comsomol sau ocuparea unei funcții didactice era incompatibilă cu credința religioasă. Propaganda antireligioasă a fost reluată în ziare, dar cu mult mai puțină forță ca înainte. Adesea, propaganda se abținea de la a menționa în mod specific religia și folosea un eufemism pentru aceasta.
Începând cu 1946, presa sovietică a început să critice atitudinile pasive față de religie, în special în organizațiile de tineret ale comsomoliștilor sau pionierilor. Presa a criticat școlile publice, unde a cerut reactivarea propagandei antireligioase la toate nivelurile.
Asociația de edituri Znanie (cunoaștere)⁠(d) înființată încă din 1895, a moștenit efectiv rolul de organ de propagandă religioasă al Ligii Ateilor Militanți, desființată în 1947. Cu toate acestea, era o instituție mult mai erudită decât Liga Ateilor Militanți și era foarte diversă, astfel încât chiar și credincioșii religioși puteau să i se alăture. În 1949, susținea că avea 40.200 de membri titulari și asociați. În 1949, Comitetul Central al PCUS a criticat organizația pentru că nu a avut un număr suficient de membri, inclusiv membri cu studii superioare, nu a acordat suficientă atenție propagandei ateiste și nu s-a preocupat suficient de conținutul ideologic al prelegerilor sale. CC al PCUS a cerut ca Znanie să fie transformată într-o organizație voluntară de masă a intelectualității sovietice (notă: acest lucru nu însemna că oamenii puteau efectiv să refuze să se alăture), a cerut ca aceasta să aibă mai mult conținut ideologic în prelegerile sale și ca toate prelegerile să fie supuse aprobării înainte de a fi susținute.
În 1950, Asociația Znanie pretindea că are 243.000 de membri cu drepturi depline și asociați, cu 1.800 de membri instituționali. În cele din urmă, până în 1972, va ajunge să aibă 2.470.000 de membri, dintre care 1.700 de membri ai Uniunii și ai Academiilor Republicane de Științe și 107.000 de profesori și doctori în științe. În orașele sovietice au funcționat „Case ale Ateismului Științific”.
Academia de Științe a URSS a publicat prima sa revistă ateistă postbelică în 1950, dar a publicat al doilea număr de-abia în 1954.
Pe 7 iulie 1954, Comitetul Central al PCUS a constatat că biserica ortodoxă și alte secte creștine reușiseră să atragă mulți tineri prin predicile și activitățile lor publice (care erau încă ilegale din punct de vedere tehnic în conformitate cu legislația din 1929), iar tot mai mulți oameni veneau la serviciile religioase. Prin urmare, Comitetul Central a cerut instituțiilor publice să intensifice propaganda antireligioasă. De asemenea, a cerut ca toate disciplinele școlare să fie îmbogățite cu informații ateiste și ca educația antireligioasă să fie îmbunătățită. Pe 10 noiembrie 1954, Comitetul Central a emis o rezoluție contrară (a existat o lipsă de unitate politică după moartea lui Stalin), care a criticat arbitrariul în campania antireligioasă, precum și utilizarea calomniei, a defăimării și a insultelor împotriva credincioșilor.
Instituțiile publice, ca răspuns la rezoluția din iulie 1954, vor începe să producă mai multă propagandă antireligioasă în anii următori. Academia de Științe a publicat în 1957 Anuarul Muzeului de Istorie a Religiei și Ateismului, iar Znanie va începe să publice în 1959 o revistă lunară numită „Nauka i relighiia” (Știință și religie), care va avea o oarecare asemănare cu „Bezbojnik” (Ateul) de dinainte de război. Numărul a crescut de la 100.000 de exemplare pe număr la 400.000 până la începutul anilor 1980, apoi a scăzut la 340.000-350.000 de exemplare.
De asemenea, sistemul școlar ar începe să îmbunătățească materialele ateiste din programa școlară. De exemplu, un manual școlar publicat avea următoarea declarație: „Religia este o reflectare fantastică și perversă a lumii în conștiința omului.... Religia a devenit mijlocul de înrobire spirituală a maselor”.
Perioada din anii care au urmat imediat după 1954 a fost caracterizată de mult liberalism față de credințele religioase, dar acest lucru se va încheia la sfârșitul deceniului. Biserica a fost consolidată în această perioadă, iar numărul de botezuri, precum și al candidaților la seminar a crescut .

## Reluarea campaniei antireligioase
O nouă perioadă de persecuție a început la sfârșitul anilor 1950, în timpul conducerii lui Nikita Hrușciov. Biserica își întărise în mod considerabil poziția față de sotiația din 1941, iar guvernul a considerat că este necesar să ia măsuri ca răspuns.
Cele două organizații de stat pentru supravegherea religiei (una pentru ortodocși, cealaltă pentru toți ceilalți) și-au schimbat funcțiile între 1957 și 1964. Inițial, Stalin le crease în 1943 ca organisme de legătură între comunitățile religioase și stat, însă, în anii lui Hrușciov, funcția lor a fost reinterpretată ca supraveghetori dictatoriali ai activităților religioase din țară.
Au fost date noi instrucțiuni în 1958 prin care erau atacate poziția mănăstirilor, impunându-le o impozitare ridicată, confiscându-le pământul și forțând închiderea lor pentru slăbirea poziției bisericii.
Din 1959 până în 1964, persecuția a funcționat pe mai multe niveluri cheie:
1. A avut loc o închidere masivă a bisericilor[66] (reducând numărul lor de la 22.000 la 7.000 până în 1965[118]).
2. Închiderea mănăstirilor, precum și întărirea legislației din 1929 de interzicere a pelerinajelor.
3. Închiderea majorității seminariilor încă existente și interzicerea cursurilor pastorale.
4. Interzicerea tuturor slujbelor în afara zidurilor bisericii și înregistrarea identităților ale tuturor adulților care solicitau botezuri, nunți sau înmormântări la biserică[119]. Neîndeplinirea acestor reglementări de către cler putea duce la anularea înregistrării de stat pentru ei (ceea ce însemna că nu mai puteau face nicio lucrare pastorală sau liturghie, fără permisiunea specială a statului).
5. Privarea părinților de dreptul de a-și iniția copii în religia lor, interzicerea prezenței copiilor la slujbele bisericești (începută în 1961 cu baptiștii și extinsă apoi la ortodocși în 1963) și administrarea cuminecăturii copiilor de peste patru ani.
6. Pensionarea forțată, arestările și pedepsele cu închisoarea pentru clerici care criticau ateismul[26], care au criticat ateismul sau campania antireligioasă, care au făcut acte de caritate creștină sau care au popularizat religia prin exemplul personal[26].
7. De asemenea, a fost interzis sunetul clopotelor bisericilor și oficierea slujbelor în timpul zilei în unele localități rurale, din luna mai până la sfârșitul lunii octombrie, sub pretextul respectării programului de lucru în agricultură[26].

Guvernul a adoptat multe metode pentru crearea de situații care să permită închiderea legală a bisericilor sau a seminariilor. De exemplu, a fost refuzată acordarea de autorizații pentru repararea clădirilor, urmată de închiderea bisericilor pe motiv că nu sunt sigure.
Educația antireligioasă și propaganda antireligioasă au fost intensificate, dar și îmbunătățite. Moștenirea lui Stalin de a tolera biserica după 1941 a fost criticată ca o ruptură cu Lenin.
În 1960, Comitetul Central a reluat „munca individuală” în rândul credincioșilor, un concept folosit în anii 1930. Aceasta era o practică prin care instructori atei (numiți de diferite instituții publice, inclusiv Partidul Comunist, Comsomol, Znanie și sindicate) vizitau credincioși religioși cunoscuți la domiciliul lor, încercând să-i convingă să devină atei. În cele mai multe cazuri, instructorii erau colegi de muncă ai credincioșilor. În cazul în care credinciosul nu era convins, instructorul aducea acest lucru în atenția sindicatului sau a colectivităților profesionale, iar „înapoierea și încăpățânarea” credincioșilor în cauză erau prezentate în cadrul unor reuniuni publice. Dacă acest lucru nu funcționa, urma hărțuirea administrativă la locul de muncă sau la școală, iar credincioșii erau adesea mutați la locuri de muncă mai prost plătite, li se bloca promovarea sau, dacă credinciosul era student, el putea fi exmatriculat. În mod obișnuit, profesorii îi pedepseau fizic pe școlarii credincioși.
Închiderea bisericilor și a seminariilor a fost raportată de fapt în mass-media sovietică ca reflectând un declin natural al persoanelor care arau credincioși activi. 
În 1961, guvernul a interzis clerului să aplice orice fel de măsuri disciplinare credincioșilor. Preoții au fost transformați în angajați ai grupului de membri laici care „dețineau” parohia în conformitate cu legea. Statul a încercat să obțină mai multe dezertări din partea clerului către ateism, deși fără prea mult succes.
Au fost introduse măsuri care au interferat cu viața spirituală a bisericii și au vizat distrugerea capacității financiară. Clerul a fost supravegheat pentru găsirea cazurilor în care să poată fi arestat pentru încălcarea legii.
Se estimează că 50.000 de clerici au fost executați între 1917 și sfârșitul epocii Hrușciov. Probabil că numărul laicilor cu aceeași soartă depășește cu mult acest număr. Membrii ierarhiei bisericești au fost încarcerați sau forțați să plece, iar locurile lor au fost luate de un cler docil, mulți dintre ei având legături cu KGB-ul.

## 1964–sfârșitul deceniului al optulea
După căderea lui Hrușciov, responsabilii sovietici au început să se îndoiască cu prudență de eficiența campaniei antireligioase a liderului sovietic. Aceștia au ajuns la concluzia generală că această campanie nu reușise să răspândească ateismul și că nu făcuse decât să îi antagonizeze pe credincioși, dar și să-i împingă în clandestinitate, unde erau mai periculoși pentru stat. De asemenea, persecuțiile religioase au atras simpatia multor necredincioși și oameni indiferenți. Persecuțiile în masă au încetat după Hrușciov, deși puține dintre bisericile închise avea să mai fie redeschise, iar cele câteva care au fost redeschise se erai din rândul celor închise de autoritățile locale.
Cele două principale publicații seriale antireligioase, „Anuarul Muzeului de Istorie a Religiei și Ateismului” și „Probleme de istorie a religiei și ateismului”, și-au încetat curând apariția. Este posibil ca acest lucru să fi reflectat atitudinile negative față de astfel de publicații academice dubioase în rândul cercetătorilor autentici care făceau parte din instituțiile care produceau aceste documente.
La 10 noiembrie 1964, Comitetul Central al PCUS a adoptat o rezoluție în care a reafirmat instrucțiunile anterioare conform cărora acțiunile care ofensează credincioșii sau fac ingerințe administrative în biserică sunt inacceptabile.
Principiul persecutării religiei pentru răspândirea ateismului nu a dispărut, însă, chiar dacă metodologia a fost reexaminată după Hrușciov. Multe dintre instrucțiunile secrete, neoficiale, care vizau suprimarea Bisericii au fost transformate în legi oficiale în timpul mandatului lui Brejnev, care a legitimat astfel din punct de vedere legal multe aspecte ale persecuțiilor.
Unul dintre primele semne ale schimbării de politică au fost articolele din presa oficială, în care se relata că existau milioane de credincioși care susțineau comunismul, inclusiv în special mișcări religioase de stânga din Occident și din lumea a treia (de exemplu, teologia eliberării din America Latină), și că nu trebuiau atacate toate religiile.
Academiei de Științe Sociale a Comitetului Central al PCUS i-a fost încredințată funcția de publicarea a unor studii fundamentale despre religie și ateism, activitate care fusese realizată anterior de Academia de Științe. O nouă publicație, „Probleme ale ateismului științific”, a venit să înlocuiască în 1966 revista „Probleme de istorie și ateism”. Noua publicație era mai puțin erudită decât cea anterioară și conținea critici mai grosolane din punct de vedere intelectual la adresa religiei.

În 1965, cele două consilii pentru afaceri religioase din țară au fost fuzionate în Sovietul pentru Afaceri Religioase (Совет по Делам Религий, SDR). Acest nou organism a primit o legislație oficială care i-a conferit puteri dictatoriale asupra administrării organismelor religioase din țară (anterior, cele două organizații care l-au precedat au folosit astfel de puteri în baza unor instrucțiuni neoficiale). Câțiva ani mai târziu, V. Furov, șeful adjunct al SDR, scria într-un raport către Comitetul Central al PCUS: „Sinodul se află sub supravegherea SDR. Chestiunea selecției și distribuirii membrilor săi permanenți este în totalitate în mâinile SDR, candidaturile membrilor rotativi sunt, de asemenea, coordonate în prealabil cu oficialii responsabili ai SDR. Patriarhul Pimen și membrii permanenți pentru Sinod elaborează toate agendele sesiunilor sinodale la birourile SDR... și coordonează [cu noi] «Hotărârile Sfântului Sinod»”.
Statul nu a permis redeschiderea seminariilor până la sfârșitul anilor 1980, însă a fost de acord să permită extinderea celor trei seminarii și a celor două academii de perfecționare din țară care nu fuseseră închise.
Volumul propagandei antireligioase prin conferințe, cărți, presă, articole etc., a scăzut în general după 1964. Cu toate acestea, tirajul lucrărilor tipărite va ajunge să depășească ceea ce fusese sub Hrușciov. Prin urmare, nu a existat o pauză în propaganda antireligioasă, deși documentele de partid din acea vreme foloseau un limbaj mai puțin direct în critica religiei.
Tonul propagandei antireligioase a fost redus și a devenit mai puțin violent față de cum fusese în anii precedenți. Acest lucru a atras unele critici din partea Pravda, care a scris un editorial despre o indiferență tot mai mare față de lupta antireligioasă. Znanie a fost criticat pentru că și-a redus volumul de prelegeri antireligioase.
Comsomol a fost criticat în documentele interne ale organizației de tineret și în documentele de partid din anii 1970 și 1980 pentru indolența în activitatea antireligioasă în rândul tinerilor. Rezoluția celui de-al 15-lea congres al Comsomolului din 1966 a hotărât crearea unor școli speciale republicane și regionale, după modelul școlilor de partid, ca parte a reînnoirii muncii ideologice și ateiste în rândul tinerilor sovietici.
În decembrie 1971, ca urmare a unei rezoluții a Comitetului Central al PCUS din 1967, a fost înființată „Societatea Filozofică a URSS” cu scopul de a face „o propagandă ateistă neobosită a materialismului științific și... lupta împotriva tendințelor revizioniste tolerante față de religie, împotriva tuturor concesiilor față de weltanschauung-ul religios”.
În timp ce clericii care încălcau legea puteau fi pedepsiți, nu a existat nicio sancțiune legală pentru autoritățile seculare care încălcau legile privind cultele religioase.
În ciuda scăderii persecuției directe, mass-media sovietică a raportat în anii de după Hrușciov că riturile religioase (de exemplu, nunți, botezuri și înmormântări) erau în scădere, precum și numărul real de persoane care practicau religia. Acest lucru a fost prezentat ca un proces natural, mai degrabă decât ca un rezultat al terorii, hărțuirii, amenințărilor sau închiderilor fizice, așa cum fusese caracterizată activitatea antireligioasă anterioară. Calitatea studiilor care au constatat aceste cifre a fost pusă sub semnul întrebării de către cercetători, inclusiv chiar de către cercetătorii sovietici.
Mass-media sovietică a încercat să popularizeze cluburile KVAT (cluburi de ateism militant), dar acestea au avut puțin succes în uniune, cu excepția Letoniei. Cluburi similare au avut un oarecare succes în vestul Ucrainei.

## Reînceperea persecuției în anii '70
O perioadă mai agresivă de persecuție antireligioasă a început la mijlocul anilor 1970, ca urmare a amendamentelor din 1975 la legislația antireligioasă din 1929 și a celui de-al XXV-lea Congres al Partidului. Acest lucru a rezultat din îngrijoararea crescândă privind indiferența, în special în rândul tinerilor, față de lupta antireligioasă, precum și din cauza influențelor tot mai mari ale Bisericii.
Propaganda antireligioasă a fost intensificată și, în același timp, a ajuns să facă din ce în ce mai mult distincția între presupusa majoritate loială a credincioșilor și dușmanii statului, care erau suspectați de lipsă de loialitate. Preoții și episcopii care nu se subordonau complet statului și/sau care se angajau în activități religioase în afara îndeplinirii de rutină a ritualurilor religioase, erau considerați dușmani ai statului. Episcopii criticați pentru „activitate religioasă de intensitate mare” au fost mutați în toată țara.
Sovietul pentru Afaceri Religioase (SAR) a declarat că a preluat controlul asupra Sinodului Patriarhiei, care a fost obligat să-și coordoneze sesiunile și deciziile cu SAR.
Ierarhii bisericii nu putea avea nicio putere disciplinară. În timp ce statul permitea libertatea predicării, această libertate era limitată prin faptul că acestea puteau avea doar un „caracter exclusiv religios”. În practică, acest lucru însemna că clericii care predicau împotriva ateismului și a ideologiei de stat nu erau protejați. Clericii indiferenți au fost tolerați, în timp ce clericilor cu un zel misionar putea să li se retragă înregistrarea oficială. 
Persoanele care aveau un nivel de educație mai ridicat sau care ocupau poziții mai importante erau supuse unor hărțuiri și sancțiuni mai aspre decât cele needucate. Tinerii religioși din universități puteau fi uneori trimiși în spitale de psihiatrie pe motiv că numai o persoană cu o tulburare de natură psihică ar mai putea fi religioasă după ce a trecut prin toată etapele de educație ateistă.
În 1975, SAR a primit un rol oficial de supraveghere juridică a statului (înainte de aceasta, avea un control neoficial). Fiecare parohie a fost pusă la dispoziția SAR, care era singurul care avea competența să înscrie orice organizație religioasă în registrul oficial. Sovietul pentru Afaceri Religioase putea decide în mod arbitrar cu privire la înregistrarea comunităților religioase, permițându-le să se întrunească sau nu. Această politică a fost însoțită de intimidare, șantaj și amenințări la adresa clerului și, în ansamblu, a fost menită să demoralizeze Biserica.
Constituția sovietică din 1977 a fost uneori interpretată de autorități ca conținând o cerință ca părinții să-și crească copiii ca atei It was legally possible to deprive parents of their children if they failed to raise them as atheists, dar asemenea restricții au fost puse în aplicare doar în mod selectiv, atunci când autoritățile au ales să facă acest lucru.
Metodologia propagandei antireligioase a fost rafinată, iar vechile metode au fost criticate, iar participanții au fost criticați pentru slăbiciune. Comitetul Central al PCUS a emis o rezoluție importantă în 1979, care a cerut o propagandă antireligioasă mai puternică.
Au existat zvonuri la sfârșitul anilor 1970 conform cărora cercetătorii sovietici ar fi realizat un studiu științific cuprinzător care contrazicea flagrant cifrele oficiale privind abandonarea religiei de către oameni, dar care nu a fost publicat niciodată din acest motiv.
Comitetul Central al Partidului Comunist a emis o altă rezoluție în 1983, care promitea ca munca ideologică împotriva religiei să fie prioritatea principală a comitetelor de partid la toate nivelurile.
Biserica și statul au dus o bătălie propagandistică cu privire la rolul Bisericii în istoria Rusiei în anii premergători celei de-a 1 000-a aniversări a  Creștinării Rusiei Kievene, marcată în 1988.

## Infiltrarea serviciilor secrete în structurile bisericii
Potrivit documentelor din Arhiva Mitrohin și din alte surse surse, Patriarhia Moscovei a fost înființată la ordinul lui Stalin în 1943 ca „organizație de fațadă” a NKVD și mai târziu a KGB. Toate posturile cheie din Biserică, inclusiv episcopii, au fost aprobate de Departamentul Ideologic al PCUS și de KGB. Preoții au fost folosiți ca agenți de influență în cadrul Consiliul Mondial al Bisericilor și al organizațiilor de fațadă, precum Consiliul Mondial al Păcii, Conferința pentru Pace Creștină și Societatea Rodina („Patria Mamă”), înființată de KGB în 1975.
Viitorul Patriarhul Alexei al II-lea a declarat că Rodina a fost creată pentru „ca să mențină legăturile spirituale cu compatrioții noștri”, fiind unul dintre organizatorii săi principali. Potrivit arhivei și altor surse, Alexei al II-lea a lucrat pentru KGB ca agent cu numele conspirativ „DROZDOV” și a primit o mențiune onorifică din partea agenției pentru o serie de servicii (vicepreședintele Rodina a fost P.I. Vasiliev, un ofițer superior al „Primei Direcții Principale” a KGB-ului). De asemenea, preoții au recrutat agenți de informații în străinătate și au spionat diaspora rusă. Aceste informații ale lui Mitrohin au fost coroborate de alte surse. Potrivit lui Konstanin Hracev, fostul președinte al Sovietului pentru Afaceri Religioase, „nici un candidat la funcția de episcop sau la orice altă funcție de rang înalt, cu atât mai puțin un membru al Sfântului Sinod, nu a trecut fără confirmarea Comitetului Central al PCUS și a KGB-ului”.
Existau zvonuri că infiltrarea KGB în rândurile clerului ajunsese până la punctul în care agenții KGB ascultau confesiunile credincioșilor.

## Glasnost
Începând de la sfârșitul anilor 1980, în timpul lui Mihail Gorbaciov, noile libertăți politice și sociale au dus la restituirea multor clădiri către Biserică, pentru a fi restaurate de enoriași. Un punct cheie în istoria Bisericii Ortodoxe Ruse a venit în 1988 - aniversarea celor 1000 de ani de la Creștinarea Rusiei Kievene. Patriarhia Moscovei a făcut presiuni încununate cu succes pentru a obține revizuirea unora dintre legislațiile antireligioase. În ianuarie 1981, clerului i-a fost modificat statutul lor fiscal: în loc să fie impozitat ca întreprindere comercială privată, cum era până atunci, a fost impozitat la fel ca medicii sau educatorii privați.
Această nouă legislație a oferit clerului drepturi egale de proprietate și moștenire, precum și privilegiile care erau acordate cetățenilor sovietici veterani de război. Parohia formată din cel puțin 20 de persoane, care deveneau proprietarii lăcașului de cult, a primit statutul de persoană juridică cu drepturile corespunzătoare și capacitatea de a încheia contracte (biserica fusese lipsită de acest statut de către Lenin în 1918). Pentru prima dată în mulți ani, societățile religioase își puteau deține în mod legal lăcașurile de cult. Cu toate acestea, a rămas o oarecare ambiguitate în această legislație, care a lăsat loc pentru reinterpretare în cazul în care statul dorea să oprească înmulțirea construcției „necontrolate” a noilor biserici.
Organismele religioase puteau fi în continuare puternic infiltrate de agenți ai statului, datorită puterii guvernelor locale de respingere a oficialilor parohiali aleși și de a-și instala proprii oameni în organizația laică care deținea parohia, ceea ce însemna că, chiar dacă erau proprietari ai bisericilor lor, acestea se aflau efectiv în mâinile statului. Totuși, cel mai mare câștig al acestei noi legislații a fost faptul că tinerii de zece ani și peste puteau participa activ la ritualul religios (de exemplu, slujirea pe post de băieți de altar, psalmiști, sau cântăreți în coruri bisericești) și că copiii de orice vârstă puteau fi prezenți în interiorul unei biserici în timpul slujbelor, precum și să primească împărtășania.
Profesorii de la școlile teologice și toți clericii, precum și laicii care lucrau pentru Departamentul de Relații Ecleziastice Externe al Bisericii au fost impozitați în mod similar cu toți angajații sovietici, ca recunoaștere a contribuției lor la o imagine sovietică pozitivă în străinătate.
Îngăduința statului de a permite extinderi ale seminariilor existente a dat roade, iar la începutul anilor 1980, numărul cursanților acestor instituții crescuse la 2.300 de studenți de zi și la fără frecvență (în 1964 fusese doar 800).
În 1985, societățile religioase au primit controlul asupra propriilor conturi bancare.
Această legislație din anii 1980 a marcat o nouă atitudine de acceptare a religiei de către un stat, care a decis că cel mai bun lucru pe care îl putea face era pur și simplu să minimizeze ceea ce considera impactul nociv al religiei.
Dacă statul a încercat să intensifice într-o oarecare măsură persecuția în anii '80, biserica a ajuns să vadă acest lucru din ce în ce mai mult ca pe un simplu atac al unui inamic falimentar din punct de vedere ideologic, dar încă puternic din punct de vedere fizic. Liderii de vârf ai partidului s-au abținut de la o implicare directă în noua ofensivă, poate din cauza unei incertitudini cu privire la potențialul ei de succes și a dorinței de a avea o anumită manevrabilitate și să evite atragerea dușmăniei credincioșilor în ajunul aniversării a o mie de ani de la convertirirea Rusiei Kievene la creștinism.
După căderea Uniunii Sovietice, guvernul Rusiei a îmbrățișat deschis într-o oarecare măsură Biserica Ortodoxă Rusă și a existat o creștere semnificativă a numărului credincioșilor din Rusia.